# Pedro Maffia

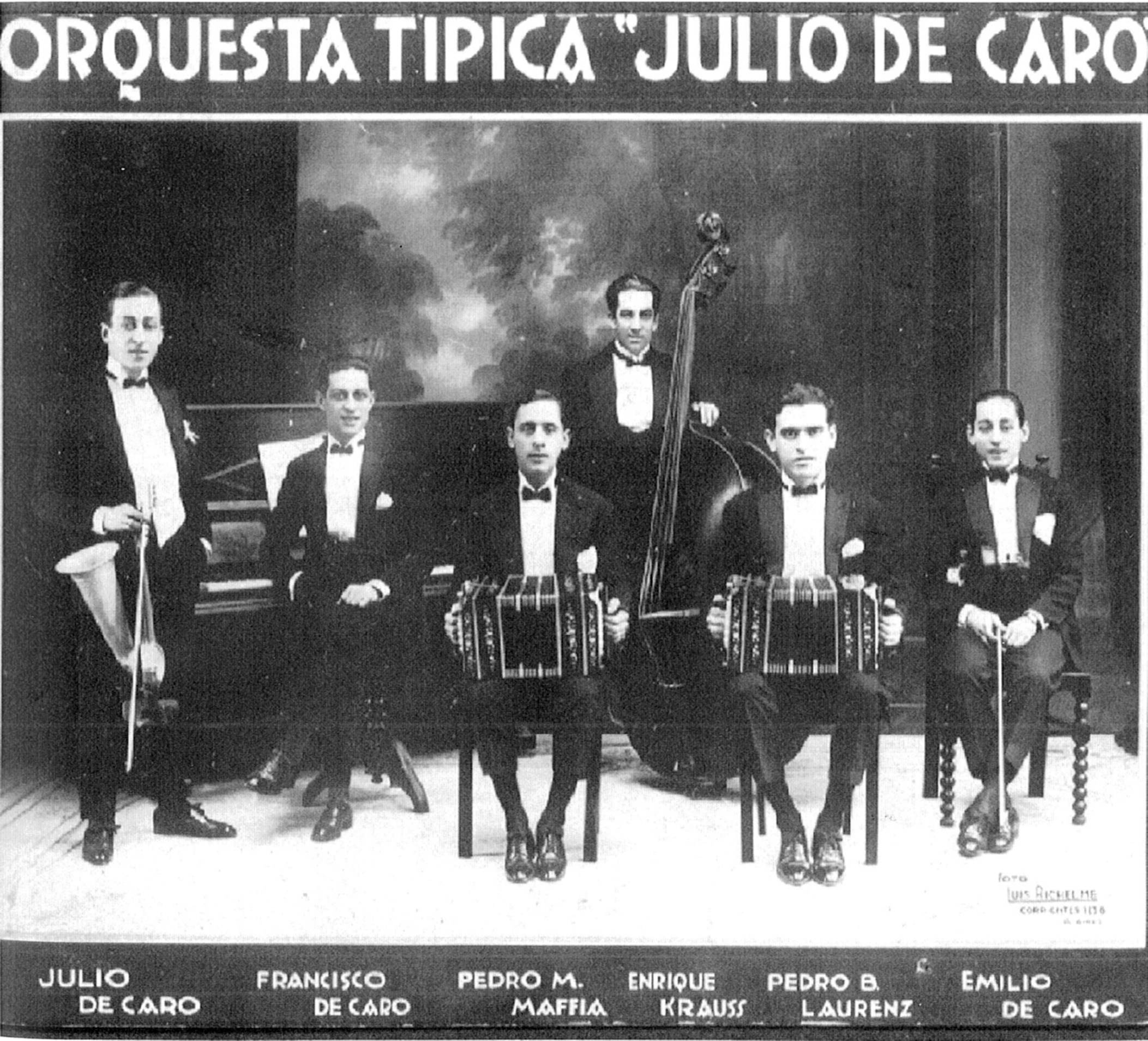
Pedro Maffia als Mitglied des Orquesta Típica von Julio De Caro

Pedro Maffia (* 28. August 1899; † 16. Oktober 1967) war ein argentinischer Bandoneonist, Bandleader, Komponist, Lehrer und Darsteller in mehreren Tango-Filmen.
Der berühmte Bandoneonist Aníbal Troilo widmete ihm das Stück A Pedro Maffia.

## Werke
Einige seiner bekanntesten Werke sind:
- Taconeando
- La mariposa
- Amurado (Pedro Maffia / Pedro Laurenz)
- Ventarrón